# Corazon Herbsthofer
Corazon Herbsthofer (* 1996 in Kisumu, Kenia) ist eine deutsche Schauspielerin kenianischer Abstammung.

## Leben und Karriere
Corazon Herbsthofer wurde im Jahre 1996 in der kenianischen Hafenstadt Kisumu geboren. Als sie neun Jahre alt war, wanderte ihre Mutter Lily (* 1976) mit Corazon und ihrem Bruder nach Deutschland aus. Hier heiratete die Mutter den 25 Jahre älteren deutschen Kraftfahrer Paul Herbsthofer, der die beiden Kinder adoptierte. Eher durch Zufall kam sie zur Schauspielerei, als sie von Bekannten auf ein Casting für eine neue Tatort-Folge angesprochen wurde. Herbsthofer, zum damaligen Zeitpunkt Schülerin in Berlin, besuchte dieses Casting und wurde umgehend unter Vertrag genommen. An 13 Drehtagen spielte sie in Tatort: Tod einer Lehrerin die somalische Schülerin Eshe Steger, die in den Tod ihrer Lehrerin verwickelt sein soll. In den Jahren danach wurde es schauspielerisch weitgehend ruhig um die gebürtige Kenianerin. Erst im Jahre 2016 kam Herbsthofer, die neben ihrer ersten Muttersprache Swahili und ihrer zweiten Muttersprache Deutsch auch noch fließend Englisch spricht und Grundkenntnisse in Französisch hat, wieder zu regelmäßigen Einsätzen als Schauspielerin. So wirkte sie unter anderem in einer Episode der hauptsächlich in Deutschland gedrehten US-Serie Berlin Station mit, in der sie in der fünften Episode der ersten Staffel mit dem Titel Unter Druck in der Rolle der Yasmin zu sehen ist. Noch im gleichen Jahr gab sie ihr Debüt an der Deutschen Oper Berlin und wirkte hier am Musiktheaterprojekt Neuland, an dem 22 Geflüchtete und 22 Berliner Jugendliche teilnahmen, mit. 2017 folgte unter der Regie von Tobias Mrosek die Haupt- und Titelrolle im Kurzfilm Yamina, in dem sie ein nigerianisches Mädchen, das vor der Abschiebung steht, mimt. Im Fernsehfilm Hausbau mit Hindernissen, der am 24. November 2017 auf Das Erste seine Premiere feierte, stellte Herbsthofer eine Nachtschwester im Krankenhaus dar.

## Filmografie (Auswahl)
- 2011: Tatort: Tod einer Lehrerin
- 2016: Berlin Station (Fernsehserie; 1 Episode)
- 2017: Hausbau mit Hindernissen (Fernsehfilm)
- 2017: Yamina (Kurzfilm)

## Theaterauftritte (Auswahl)
- 2016: Neuland in der Deutschen Oper Berlin
- 2022: Qweendom am Theater Oberhausen